# فوکر دی.۲۳
فوکر دی.۲۳ (به انگلیسی: Fokker D.XXIII) یک هواپیمای ساختِ فوکر در کشور هلند است. این هواپیما در ۳۰ مه ۱۹۳۹ میلادی نخستین پرواز خود را انجام داد.